# Wladimir Wiktorowitsch Wolkonski

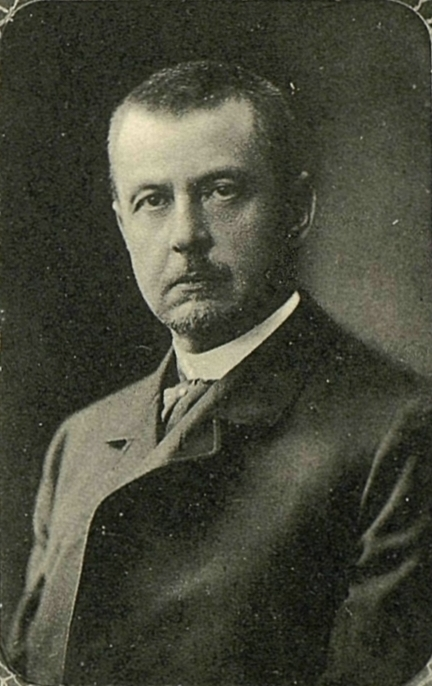
Wladimir Wiktorowitsch Wolkonski (1910)

Wladimir Wiktorowitsch Wolkonski (russisch Владимир Викторович Волконский; * 25. Juni 1866; † 6. August 1914 in Sankt Petersburg) war ein russischer Fürst, Großgrundbesitzer und Politiker. Er war Mitglied der 3. Staatsduma.

## Leben
Ab 1885 absolvierte er seine erste militärische Ausbildung im Alexander II. Kadetten-Korps und an der Michailowski-Artillerie-Schule. Er wechselte danach im Rang eines Leutnants in das Berittene-Artillerie-Korps. Im gleichen Dienstgrad quittierte er seinen Militärdienst und zog sich auf eines seiner Güter zurück, widmete sich nun vermehrt der Landwirtschaft und engagierte sich auf der sozial-politischen Ebene. Ab 1891 wurde er zum ehrenamtlichen Magistrat und Ehrenrichter des Gerichtsbezirks Starokonstantinow ernannt und 1902 zum Adelsmarschall des gleichen Bezirks, dieses Amt bekleidete er bis 1907. Er war Mitglied vieler gemeinnütziger und bildender Gesellschaften und Institutionen und wurde für seine Verdienste mit einigen Verdienstmedaillen und der 3. Klasse des Russischen Ordens der Heiligen Anna dekoriert. Ab 1907 wurde er für die Provinz Wolyn zum Mitglied der Dritten Staatsduma gewählt, deren Vorsitz sein Verwandter Wladimir Michailowitsch Wolkonski (1868–1953) innehatte und deren Mitglieder sein Cousin Nikolai Sergejewitsch Wolkonski (1848–1910) sowie dessen Bruder Sergei Sergejewitsch Wolkonski (1856–1916) waren. In der Staatsduma gehörte er der Kommission zur Unverletzlichkeit des Einzelnen und dem Verteidigungsrat an.
Er verstarb 1914 und fand seine letzte Ruhestätte auf dem Nikolaus-Friedhof des Alexander-Newski-Klosters in Sankt Petersburg.

## Herkunft und Familie
Knes W. W. Wolkonski stammte aus dem alten Fürstengeschlecht der Wolkonskis, sein Vater war Knes Viktor Wassiljewitsch Wolkonski (1823–1884), der mit der Gräfin Maria Alexandrowna Essen-Stenbock-Fermor (* 1839 in Haspal (Estland); † 1905 in Berlin) verheiratet war. In zweiter Ehe heiratete Maria Alexandrowna den schwedischen Oberst Adam Edgar Graf Stenbock († 1893). Zu Wladimirs Besitzungen zählten Güter und Ländereien in der Oblast Wolyn und um Kusmyn. Darüber hinaus gehörten ihm Ländereien bei Grizyki, Kultschiny und Woliza-Dubischskaja. Er heiratete Olga Konstantinowna Michailowsky (* um 1867; † 19. Juli 1947), sie hatten keine Nachkommen.